# Parque natural del Marjal de Pego-Oliva

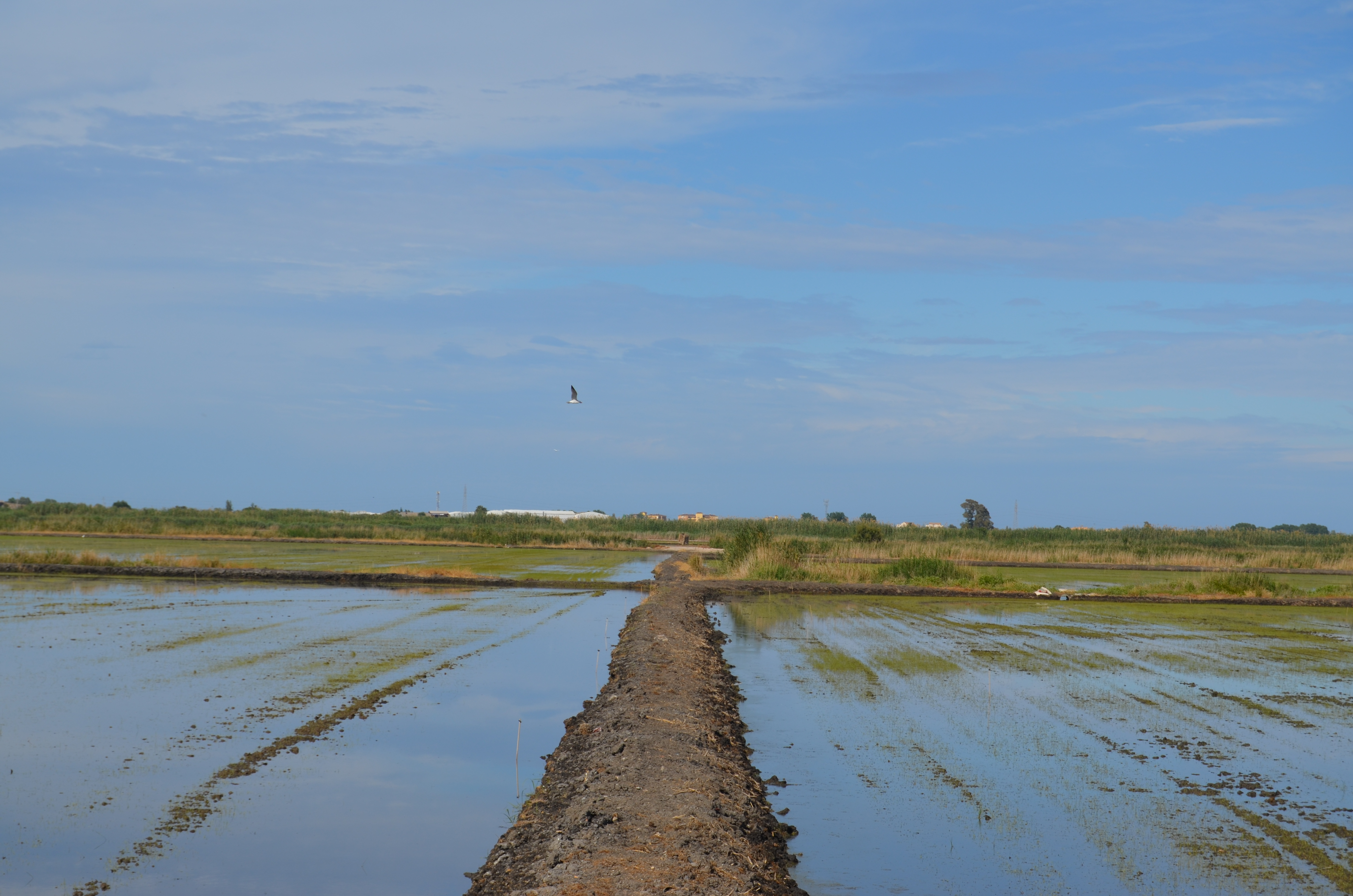
Marjal de Pego-Oliva

Parque natural del Marjal de Pego-Oliva is een natuurpark in de gemeenten Pego en Oliva aan de oostkust van Spanje. Het gebied is aangewezen als drasland in het kader van het Verdrag van Ramsar. Het reservaat is 1248 hectare en bestaat uit moeras en omliggende rijstvelden. Juist deze combinatie resulteert in een leefgebied voor een aantal internationaal bedreigde moerasvogels. Soorten als witwangstern, vorkstaartplevier, purperreiger, steltkluut, ralreiger, woudaap, koereiger, kleine zilverreiger en zwartkoprietzanger broeden in het gebied.  Daarnaast broedt hier de marmereend incidenteel. Jaarlijks foerageren bijeneters, grote aantallen lachsterns en zwarte ibissen in het gebied. De combinatie met omliggende sinaasappelboomgaarden leidt tot aanwezigheid van onder andere hop, Moorse nachtzwaluw en de roodkopklauwier.